# Max Hauttmann
Max Hauttmann (* 10. Februar 1888 in Landau; † 12. April 1926 bei Igls, Nordtirol) war ein deutscher Kunsthistoriker.

## Leben
Hauttmann war der Sohn des Oberstleutnants Viktor Hauttmann (1852–1929). Nach dem Abitur 1906 am Humanistischen Gymnasium in Zweibrücken studierte er Kunstgeschichte in Berlin, Halle und München und wurde 1910 bei Heinrich Wölfflin in München promoviert. Nach einem ergänzenden Studium der Architekturgeschichte an der TU München war er von 1912 bis 1913 am Maximilianmuseum in Augsburg tätig; 1914 bis 1918 nahm er am Ersten Weltkrieg teil. 1919 bis 1922 war er Kustos und Konservator am Bayerischen Nationalmuseum in München, während dieser Zeit habilitierte er sich 1920 in München. 1922 wurde er Professor für Kunstgeschichte an der Universität Rostock, wechselte aber schon 1924 als Professor für Neuere Kunstgeschichte und Nachfolger Heinrich Wölfflins an die Universität München. 1926 beging er Selbstmord.
Sein Forschungsschwerpunkt bildete die bayerische Kunst, insbesondere die Architekturgeschichte, daneben die Kunst des frühen Mittelalters.
Nach ihm wurde 1957 der Hauttmannweg im Münchner Stadtbezirk Milbertshofen-Am Hart benannt.

## Veröffentlichungen (Auswahl)
- Der Kurbayerische Hofbaumeister Joseph Effner. Ein Beitrag zur Geschichte der hofischen Kunstpflege, der Architektur und Ornamentik in Deutschland zu Anfang des 18. Jahrhunderts. Heitz, Straßburg 1913 (Dissertation).
- Geschichte der kirchlichen Baukunst in Bayern, Schwaben und Franken 1550–1780. Verlag für praktische Kunstwissenschaft, München 1921 (archive.org, Habilitationsschrift).
- Die Kunst des frühen Mittelalters (= Propyläen Kunstgeschichte 6). Propyläen, Berlin 1929 (archive.org, Leseprobe).